# Jonathan Tiernan-Locke
Jonathan Tiernan-Locke (Plymouth, Inglaterra, 26 de diciembre de 1984) es un ciclista británico.

## Biografía
Sus inicios en el ciclismo fueron con una bicicleta de montaña a los 15 años, iniciándose en el ciclismo de carretera a los 18. 
En 2011 ganó la clasificación de la montaña en la Vuelta a Gran Bretaña, en la que terminó en quinta posición de la clasificación general. 
En 2012 fichó por el Endura Racing. Tiernan-Locke tuvo una estelar actuación en el Tour del Mediterráneo, donde se adjudicó la primera y la última etapa, y gracias a ello, la clasificación general y la clasificación por puntos. En la Vuelta a Murcia acabó segundo de la general por detrás del colombiano Nairo Quintana. En este mismo año se hizo con la clasificación general de la Vuelta a Gran Bretaña.
Tras una exitosa temporada en la que finalizó 3º en el UCI Europe Tour, confirmó el fichaje por el Sky Procycling, en el que corrió durante una temporada.
En 2013 fue suspendido por irregularidades en su pasaporte biológico ya que según los expertos que analizan los datos de los resultados habría recurrido al dopaje para mejorar un rendimiento. Estas irregularidades sucedieron en la temporada 2012 cuando corría con el Endura Racing y hasta septiembre de la siguiente temporada no salieron los resultados anómalos. El equipo Team Sky apartó de la competición a su corredor hasta que el caso se aclare.
Finalmente fue suspendido por dos años a contar del 1 de enero de 2014 hasta el 31 de diciembre de 2015. Además se le desposeyó de su triunfo en la Vuelta a Gran Bretaña y de su clasificación en el Mundial de Valkenburg, un 19º puesto. El equipo Team Sky le despidió finalmente de su estructura.

## Palmarés
2010
- 1 etapa del An Post Rás

2011
- 1 etapa de la Vuelta a León

2012
- Tour del Mediterráneo, más 2 etapas
- Tour de Haut-Var, más 1 etapa
- Tour de Alsacia, más 2 etapas
- Vuelta a Gran Bretaña

## Equipos
- Plowman Craven-Madison (2009)
- Rapha Condor-Sharp (2010-2011)
- Endura Racing (2012)
- Sky Procycling (2013)